# 경주교동법주
경주교동법주(慶州校洞法酒)는 대한민국 경상북도 경주시 교동에 있는 최부자 집에서 대대로 빚어 온 전통있는 술이다. 1986년 11월 1일 대한민국의 국가무형문화재 제86-3호로 지정되었다.

## 개요
경북 경주시 교동에 있는 최부자 집에서 대대로 빚어 온 전통있는 술이다. 경주법주를 처음 만든 사람은 최국준으로, 그는 조선 숙종(재위 1674∼1720) 때 궁중음식을 관장하는 사옹원(司饔院)의 참봉을 지냈다고 한다. 법주를 만들 때에는 최씨 집안 마당의 우물물을 쓰는데, 물의 양과 온도가 사계절 내내 거의 일정하며 옛부터 물맛이 좋기로 이름이 나 있다.
술을 빚을 때는 이 물을 일단 팔팔 끓인 다음 식혀서 사용한다. 법주의 주원료는 토종 찹쌀이고 물과 누룩과 쌀로 빚어지는 순수한 곡주로서, 색은 밝고 투명한 미황색을 띠며, 곡주 특유의 향기와 단맛, 약간의 신맛을 지니고 있다. 알코올 도수는 16∼18도이다. 제조방법의 가장 큰 특징은 밑술을 먼저 빚은 다음 이를 바탕으로 제2차 발효과정을 거쳐서 원래의 술을 숙성시키는 것이다. 따라서 제조하는데 약 100일 정도가 소요되며 온도만 주의하면 1년 이상 보관이 가능하다고 한다.

## 같이 보기
- 법주
- 경주 최부자댁 - 국가민속문화재 제27호

## 참고 문헌
- 경주교동법주 - 국가유산청 국가유산포털